# Bandera de Marte
La bandera de Marte es una bandera tricolor empleada para representar al planeta Marte. Sin ser oficial en ningún sentido legal, ha sido aprobada por la Mars Society y la Sociedad Planetaria, e incluso ha viajado al espacio, llevada a órbita cargada por el transbordador espacial Discovery por el astronauta John Mace Grunsfeld en la misión espacial STS-103, esta bandera representa la "futura historia" de Marte. La barra roja, situada la más cercana al mástil, simboliza Marte tal y como es ahora. El verde y el azul simbolizan etapas en la posible terraformación de Marte: el verde significa las plantas y la vegetación y lo azul representa los posibles futuros mares y océanos de Marte. La popular Trilogía marciana de Kim Stanley Robinson: Marte Rojo, Marte Verde, y Marte Azul, fue la base para la concepción de la bandera. La bandera de Marte ondea sobre la Flashline Mars Arctic Research Station (FMARS) en la Isla Devon, Canadá.
Casualmente, la bandera es virtualmente idéntica a la antigua bandera de armenia, usada en la década de 1880 por nacionalistas armenios. También contiene los colores del Movimiento Wikimedia.

## Otras Versiones

### Moving Mars
En su novela de ciencia ficción de 1994 Moving Mars, Greg Bear describe la bandera de la ficticia República Federal de Marte de la siguiente manera: "Marte en rojo y dos lunas en un campo azul sobre una diagonal, blanco debajo".

### The Expanse
En la película The Expanse los humanos que gobiernan Marte tienen un bandera que tiene un círculo marrón gigante que representa Marte, la creciente azul representa los bajos recursos y los dos círculos alrededor son las dos lunas de Marte, Fobos y Deimos.

Bandera de la República Federal de Marte, tal como se describe en el libro Marte se mueve.